# Кара Иссык Хан
Кара Иссык Хан (Кара-каган; кит. упр. 乙息记, пиньинь yixiji, устар. Исиги-хан Коло; личное имя кит. упр. 科罗, пиньинь keluo — Ашина Кэло) — Сын Бумын кагана, 2-й каган Гёктюрк (Небесных Тюрок) с 552 по 553 год.

## Правление
В 552 умер Бумын, его старший (по другим данным — средний) сын Кэло стал каганом под именем Кара Иссык Хан. Он правил менее года, но отличился в войне с остатками жужаней. Он разбил жужаньского кагана Юйцзюлюй Дэн Шуцзы (Гибель Жужаньского каганата) в битве в округе Вое (沃野), что севернее горы Лайшань (賴山). В битве он добыл более 50 000 лошадей. Помимо победы над жужанями, Кара Иссык-хан нанёс поражение аварам в горах Букрат (Мула), в верховьях Орхона. В 553 году он умер в загадочных обстоятельствах, сын его Шету был отстранен и на престол вступил младший брат Кара Иссык-хана, Кушу, с титулом Мугань-хан.